# Žena mého života
Žena mého života (v originále La Femme de ma vie) je francouzsko-německý hraný film z roku 1986, který režíroval Régis Wargnier. Snímek měl světovou premiéru 8. října 1986.

## Děj
Simon je slavný houslista, z něhož se stal alkoholik. Jeho společnice Laura založila před sedmi lety orchestr klasické hudby, jehož byl Simon velkou oporou. Po krizi deliria tremens se Simon setkává s Pierrem, bývalým alkoholikem, kterému se podaří ho od alkoholu izolovat. Simonův vztah s Laurou se tím ale výrazně změní. Laura, která se vždy marně snažila zachránit Simona před jeho závislostí, se totiž nesmíří s tím, že se to podařilo cizímu člověku. Začne na něj hluboce žárlit a nevědomky dělá vše pro to, aby znovu propadl alkoholismu.

## Obsazení
| Christophe Malavoy     | Simon                                               |
| Jane Birkinová         | Laura                                               |
| Jean-Louis Trintignant | Pierre                                              |
| Béatrice Agenin        | Marion                                              |
| Andrzej Seweryn        | Bernard                                             |
| Didier Sandre          | Xavier                                              |
| Dominique Blancová     | Sylvia                                              |
| Jacques Mercier        | Jacques, vedoucí Orchestre national d'Île de France |
| Elsa Lunghini          | Eloïse                                              |
| Florent Pagny          | Serge                                               |
| Nada Strancar          | Nathalie                                            |
| Jeremy Paris           | Étienne                                             |
| Grégory Bismuth        | Benoit                                              |